# David Hardy Videla
David Hardy Videla (Viña del Mar, 10 de junio de 1961) es un marino chileno, comandante general del Cuerpo de Infantería de Marina de la Armada de Chile.

## Familia y estudios
Estudio su enseñanza básica y media en el Colegio Inglés "The Mackay School" de Reñaca, donde regresó el año 1978. Ingreso a la Escuela Naval desde donde egresó el en el año 1982, con el grado de  Guardiamarina en escalafón de Infantería de Marina..
Está casado con la Sra. Paulina Lanas Mardonez y es padre de 4 hijos, David, Martin, Ian  y William .

## Carrera militar
Se graduado de los cursos de especialidad de Comandos IM en 1987, Infantería de Marina en 1989 y de Estado Mayor en el 2000. Es Magíster en Ciencias Navales y Marítimas y posee los títulos de Profesor Militar de Escuela, en la especialidad de Infantería, otorgado por la Academia Politécnica Naval, y profesor Militar de Academia en Planificación Integrada, título otorgado por la Academia de Guerra Naval.
El año 2001 se graduó del Curso de Comando y Estado Mayor de la Escuela de Guerra Naval de la Armada Argentina.
Se ha desempeñado en diversos puestos operativos, comandando unidades de Comandos, Artillería e Infantería en los Destacamentos de Infantería de Marina Nº 1 "Lynch" en Iquique, Nº 2 "Miller" en Viña del Mar, Nº 4 "Cochrane" en Punta Arenas y en la Agrupación de Comandos de Infantería de Marina; destacándose su puestos en la Fuerza IM de Asalto Anfibio de la Armada (del ex-Destacamento IM Nº 2 "Miller") y comandando la Brigada Anfibia Expedicionaria de la Armada de Chile.
Durante los años 2003 y 2004 se desempeñó como profesor en la Academia de Guerra Naval, donde estuvo a cargo de la cátedra de Operaciones Conjuntas y dictó clases de Inteligencia, Operaciones Anfibias y Operaciones Conjuntas al Curso Conjunto de las FF.AA.
Ascendió al grado de comodoro IM a fines del año 2012 ocupando el cargo de director de Inteligencia de la Defensa. Fue designado comandante general del Cuerpo de Infantería de Marina por el almirante Enrique Larrañaga Martin, asumiendo el cargo en noviembre del año 2014. Se acogió a retiro de la Armada en marzo del año 2018. Con fecha 17 de abril de 2018 el presidente de la República lo designó como Subdirector de la Agencia Nacional de Inteligencia, cargo que ocupó hasta enero de 2019.

### Antecedentes militares
- 1980: Cadete de la Escuela Naval Arturo Prat
- 1982: Guardiamarina IM
- 1984: Subteniente IM
- 1987: Teniente 2.º IM
- 1992: Teniente 1.º IM
- 1998: Capitán de Corbeta IM
- 2003: Capitán de Fragata IM
- 2008: Capitán de Navío IM
- 2012: Comodoro IM
- 2014: Contralmirante IM